# عبد الستار ناصر
عبد الستار ناصر جدوع الزوبعي (1947-2013) هو كاتب وقاص عراقي، ولد في محلة الطاطران البغدادية، كان مدير تحرير مجلة التراث الشعبي البغدادية، ويُعد أحد كتاب جيل الستينيات، له عشرات الكتب في الرواية والقصة والنقد، ونشر عدداً من القصص القصيرة في وقت مبكر من مسيرته الإبداعية، قبل أن يصدر كتابه الأول «لا تسرق الورد رجاءً» الذي تلاه بمؤلفات عديدة من أهمها «الحب رمياً بالرصاص»، «نساء من مطر»، «أوراق امرأة عاشقة»، «أوراق رجل عاشق»، «أوراق رجل مات حياً»، «بقية ليل»، «الهجرة نحو الأمس»، «سوق الوراقين»، «مقهى الشاهبندر»، «أبو الريش»، «الشماعية»، حياتي في قصصي، سوق السراي.

## حياته
غادر العراق في 1999 واستقر في العاصمة الأردنية عمان أواخر التسعينيات من القرن الماضي، وتعرض في إلى جلطة دماغية 2009 وبعد أن تعافى منها، غادر متوجهًا مع زوجته هدية حسين إلى كندا لاجئاً.
توفي في كندا في 3 أغسطس 2013 عن عمر ناهز 66 عامًا.

## مؤلفات
- «أبو الريش»، المؤسسة العربية للدراسات والنشر، 2002، عدد الصفحات:272.[3]
- «أوراق امرأة عاشقة»، دار الجيل للطبع والنشر والتوزيع، 1987، عدد الصفحات:80.[4]
- «أوراق رجل عاشق»، دار الجيل للطبع والنشر والتوزيع، 1987، عدد الصفحات:64.[5]
- «الحب.. رميا بالرصاص»
- «الحكواتي : قصص قصيرة»، دار المدى للطباعة والنشر والتوزيع، 2006، عدد الصفحات:184.[6]
- «السيدة التي دخلت»، المؤسسة العربية للدراسات والنشر، 2010، عدد الصفحات:260.
- «الشماعية»، رواية، دار المدى للطباعة والنشر والتوزيع، 2007، عدد الصفحات:184.[7]
- «الشهيد 1777» وزارة الثقافة والإعلام، بغداد، دار الرشيد للنشر، 1981.[8]
- «الصبي العجيب»، المؤسسة العربية للدراسات والنشر، 1985، عدد الصفحات:56.[9]
- «الطاطران»، المؤسسة العربية للدراسات والنشر، 2007، عدد الصفحات:185.[10]
- «الكواش»، المؤسسة العربية للدراسات والنشر، 2000، عدد الصفحات:180.[11]
- «الهجرة نحو الأمس - الجزء الثالث»، فضاءات للنشر والتوزيع، 2010، عدد الصفحات:232.[12]
- «باب القشلة: كتابات في الرواية والشعر والمكان»، المؤسسة العربية للدراسات والنشر، 2003، عدد الصفحات:228.[13]
- «بعد خراب البصرة»، المؤسسة العربية للدراسات والنشر، 2000، عدد الصفحات:209.[14]
- «تلك الشمس-- كنت احبها»
- «جمهورية العوانس»، وكالة الصحافة العربية، 2017، عدد الصفحات:144.[15]
- «حمار على جبل»، رواية، المؤسسة العربية للدراسات والنشر، 2004، عدد الصفحات:136.[16]
- «حياتي في قصصي-موجز تجربتي في كتابة القصة والرواية»، المؤسسة العربية للدراسات والنشر، 2001، عدد الصفحات:350.[17]
- «زهرة واحدة تكفي»، منشورات وزارة الثقافة والإعلام، بغداد، 1983.[18]
- «سوق السراي: كتابات في القصة القصيرة والرواية والشعر»، المؤسسة العربية للدراسات والنشر، 2002، عدد الصفحات:285.[19]
- «سوق الوراقين - كتابات في القصة القصيرة والشعر»، دار ورد للنشر والتوزيع، 2007، عدد الصفحات:175.[20]
- «سيدنا الخليفة»، وكالة الصحافة العربية، 2016، عدد الصفحات:246.[21]
- «شارع المتنبي "كتابات في الرواية والقصة القصيرة والشعر والمكان"»، وكالة الصحافة العربية، 2017، عدد الصفحات:248.[22]
- «شمبارة الميمونة»
- «صندوق الأخطاء»، وكالة الصحافة العربية، 2017، عدد الصفحات:277.[23]
- «طائر الحقيقة»
- «على فراش الموز»، المؤسسة العربية للدراسات والنشر، 2006، عدد الصفحات:244.[24]
- «عن الأردن ومبدعيه»، المؤسسة العربية للدراسات والنشر، 2005، عدد الصفحات:168.[25]
- «في قطار السمك»، وكالة الصحافة العربية، 2017، عدد الصفحات:167.[26]
- «قشور الباذنجان»، المؤسسة العربية للدراسات والنشر، 2007، عدد الصفحات:220.
- «قصص بثياب المعركة»
- «كائنات البيت : قصص قصيرة»
- «لا عشاء بعد الليلة»
- «متى يختفي الآخر مني؛ آخر قصص الراحل عبد الستار ناصر»، المؤسسة العربية للدراسات والنشر، 2013، عدد الصفحات:168.[27]
- «مختارات قصصية»، وكالة الصحافة العربية، 2017، عدد الصفحات:242.[28]
- «مسرحيات عراقية - قراءات في المسرح العراقي»، دار ورد الأردنية للنشر والتوزيع، 2007، عدد الصفحات:229.[29]
- «مطر تحت الشمس»
- «موجز حيات شريف نادر : قصص»
- «نخب النهايات السعيدة - قصص قصيرة»، دار المدى للطباعة والنشر والتوزيع، 2012، عدد الصفحات:168.[30]
- «نساء من مطر»
- «نصف الأحزان»، رواية، الآداب - لبنان، 2000، عدد الصفحات:118.[31]